# Boccardo
Pour les articles homonymes, voir Boccardo (homonymie).
 (mai 2022).
Motif : entreprise - modèle : séparer en deux articles (avec leur infobox).
Boccardo est un constructeur français de motos apparu en 1987.

## Histoire

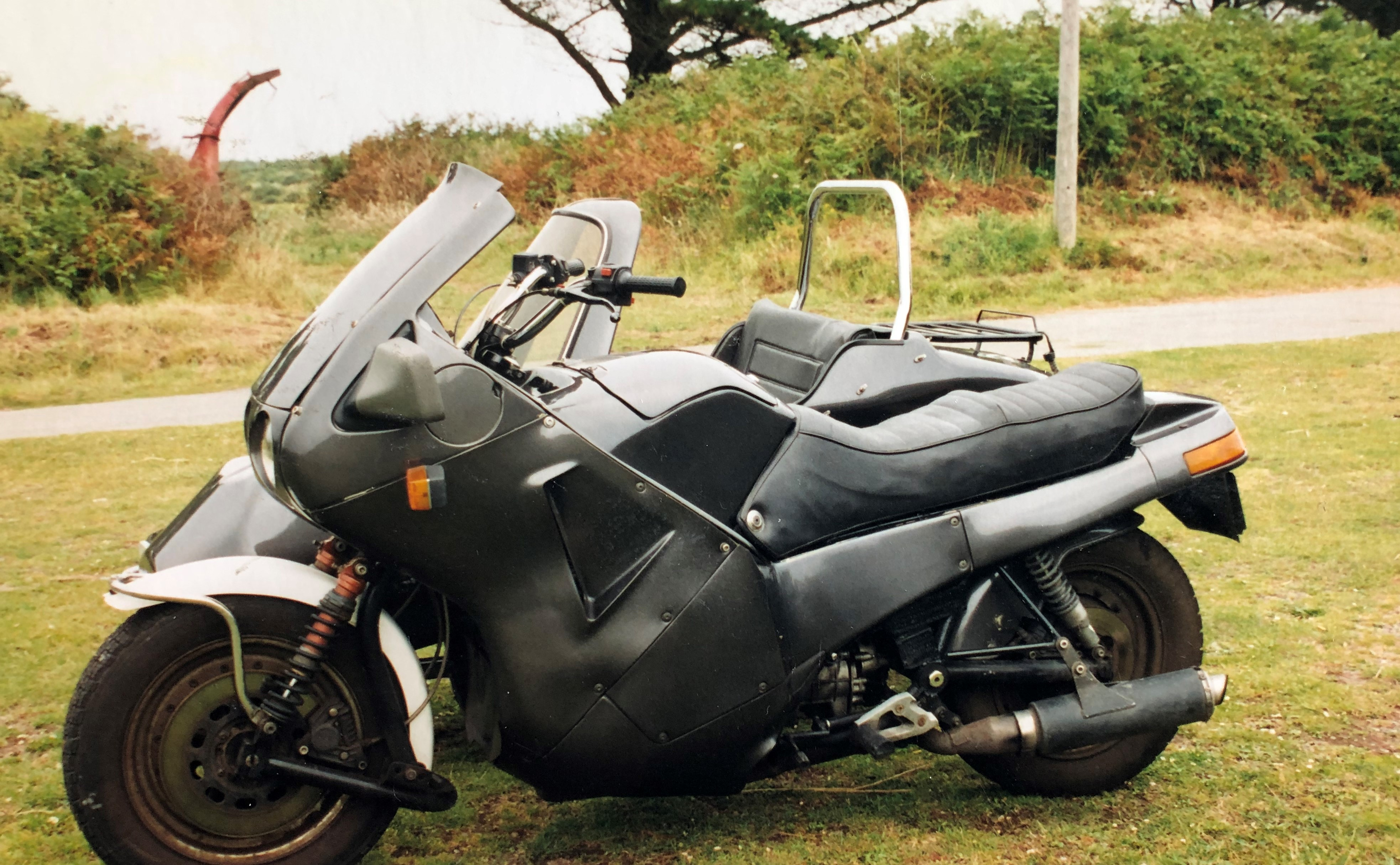
Boccardo diesel attelée à un side-car.

Après avoir été licencié de BFG, et avoir initié l'expérience malheureuse de MF, Louis Boccardo persévère dans l'idée de construire une moto française et crée en 1987 la société Boccardo.
Le premier et l'unique modèle présenté fut l'Aero. Elle était dotée d'un quatre cylindres en ligne Peugeot de 1 124 cm3 développant 97 ch. Comme sur ses cousines, BFG et MF, la Boccardo Aero utilise une transmission finale par arbre.
Les études ont tenté de monter un moteur essence, mais également un moteur diesel TU3D, tous deux issus du groupe PSA.
Cinq exemplaires ont été produits : deux à moteur essence et trois à moteur diesel.